# Вольфрамат лантана-калия
Вольфрамат лантана-калия — неорганическое соединение,
комплексная соль калия, лантана и вольфрамовой кислоты с формулой KLa(WO4)2,
кристаллы.

## Физические свойства
Вольфрамат лантана-калия образует кристаллы
тетрагональной сингонии,
пространственная группа I 41/a,
параметры ячейки a = 0,5443 нм, c = 1,2034 нм, Z = 2.

## См.также
Вольфрамовая кислота